# Тайна вечной ночи
«Тайна вечной ночи» — советский научно-фантастический фильм 1955 года режиссёра Д. Васильева по мотивам одноимённой пьесы Игоря Луковского.
Премьера состоялась 25 июня 1956 года (на телевидении) и в сентябре 1956 года (в кино).

## Сюжет
Научная фантастика об исследованиях океанских глубин на батискафе и открытии полезных ископаемых на дне.
В советских территориальных водах Тихого океана произошёл мощный подводный взрыв. Сотрудник океанографического института Денисов, случайный свидетель этого взрыва, замечает необычно быстрый рост лишайника на прибрежных камнях. Он предполагает, что это происходит под воздействием облучения, исходящего от образовавшегося на глубине нового радиоактивного элемента. Несмотря на ряд возникших трудностей, Денисову приходится осуществить несколько погружений и выявить источник радиации.

## В ролях
- И. Переверзев — Алексей Иванович Денисов, учёный-океанограф
- К. Барташевич — Дмитрий Петрович Русанов
- М. Астангов — Николай Христофорович Мерцалов, профессор
- Д. Столярская — Лена Турчина, ассистент Денисова
- А. Ячницкий — Виктор Павлович Лаврентьев
- Е. Измайлова — Александра Васильевна Соколова, врач
- Я. Янакиев — радист на корабле
- И. Жеваго — санитар в больнице
- М. Глузский — радист на острове (нет в титрах)
- В. Ткаченко — (эпизод)
- П. Самарин — (эпизод)
- Е. Тарханов — (эпизод)
- Г. Юхтин — (эпизод, нет в титрах)
- Е. Тархнишвили — (эпизод, нет в титрах)

## Съёмочная группа
- Автор сценария: И. Луковский
- Режиссёр: Д. Васильев
- Оператор: Н. Большаков
- Художник: А. Бергер
- Композитор: И. Морозов
- Звукооператор: Е. Кашкевич
- Режиссёр: Л. Сааков
- Комбинированные съёмки:
  - операторы: Борис Горбачёв, Борис Хренников
  - художники: Зоя Морякова, Александр Клименко
- Художник-гримёр: В. Рудина
- Художник по костюмам: К. Ефимов
- Монтаж: П. Чечёткина
- Дирижёр: Семён Сахаров
- Директор: Макс Гершенгорин

## Технические данные
- цветной
- 8 частей
- продолжительность 1 час 20 минут